# آن لحظات
آن لحظات (به هندی: Woh Lamhe...) فیلمی محصول سال ۲۰۰۶ و به کارگردانی موهیت سوری است. در این فیلم بازیگرانی همچون شاینی آهوجا، کانگانا رانوت، شاد راندهاوا، پوراب کهلی ایفای نقش کرده‌اند.